# Idiostrangalia bilongevittata
Idiostrangalia bilongevittata is een keversoort uit de familie van de boktorren (Cerambycidae). De wetenschappelijke naam van de soort werd voor het eerst geldig gepubliceerd door Pic.